# 银川科技学院
银川科技学院，是位于宁夏回族自治区银川市西夏区的一所民办普通高等学校。

## 历史沿革
2005年9月26日，中国矿业大学银川学院开始筹建。2008年5月，中国矿业大学银川学院正式成立。
2021年5月17日，教育部发展规划司发布公示，拟同意该院转设为民办本科高校银川科技学院。2021年6月，经主管部门批准，该校自当年高招起改以银川科技学院名义招生。

## 院系设置
学校设置6个二级学院，开设49个本专科专业。
- 信息工程学院
- 财经学院
- 教师教育学院
- 艺术学院
- 传媒学院
- 马克思主义学院[6]